# Мельница Симанова — Макаровых
Мельница Симанова-Макаровых или Ивановская паровая вальцовая мельница, более известная как Сима́новская мельница — старейшее зерноперерабатывающее предприятие Урала. Была основана в Екатеринбурге в 1884 году купцом первой гильдии Ильёй Ивановичем Симановым. Комплекс зданий мельницы, частично утраченный, входит в число памятников архитектуры областного значения.

## История
Проект мельницы и поставку оборудования для неё выполняла московская фирма «С. А. Добров и Б. И. Набгольц». Освящение мельницы состоялось 30 июля 1884 года.
Это было старейшее зерноперерабатывающее предприятие Урала, изначально именовавшееся Ивановской паровой вальцевой мельницей купца первой гильдии Ильи Ивановича Симанова. Мельница представляла собой каменное шестиэтажное здание, соединённое с каменным зернохранилищем на 280 тыс. пудов зерна. Годовая мощность по перемолу составляла 700 тыс. пудов пшеницы при штате рабочих в 50 человек. Первоначальная производительность мельницы составляла 29 тонн муки в сутки.
Мельница работала на привозном сырьё из Шадринска, Катайска, Троицка и районов Западной Сибири. Мука выпускалась четырёх сортов, начальная производительность мельницы составляла 29 т муки в сутки. В 1888 году мельница была реконструирована и суточная производительность мельницы доведена до 38 т муки в сутки. Выпускалось 4 сорта муки, которая сбывалась в основном в Екатеринбург, частично — на Ирбитской ярмарке и в близлежащих заводах; высокие сорта вывозились в Санкт-Петербург и Москву. На Сибирско-Уральской научно-промышленной выставке в 1887 году продукция мельницы была удостоена высшей награды — золотой медали имени наследника цесаревича.
Симановской мельнице принадлежала огромная территория в 50 десятин в Мельковской слободе на берегу Исети с большим благоустроенным парком, где находились замысловатые беседки, игровые площадки, благоустроенная дача, баня, купальня, помещение Кегельбан. При мельнице на даче располагались цветочные и плодовые оранжереи, зимний сад, пальмовые, ананасовые и огуречные теплицы. Здесь же располагался конный двор с рабочими лошадьми и выездными рысаками, а также зерновые и мучные склады. К мельнице был проложен одноколейный железнодорожный путь от станции Екатеринбург.
В 1890-м году управляющим мельницы служил Александр Максимович Симанов (Симонов), двоюродный брат владельца. По матери он был троюродным братом А. П. Чехова.
В 1906 году Симанов обанкротился и мельница была продана с торгов. Купило её Товарищество «Братья Макаровы». Они усовершенствовали и расширили производство, обновили оборудование, и вывели завод в лидеры мукомольно-крупяной промышленности на всём Урало-Сибирском пространстве. В 1914 году была построена ж/д ветка, по которой с товарного двора начали подвозить зерно и вывозиться готовая продукция. Был построен 2-этажный склад, расширено зерноочистительное отделение, усилена очистка зерна. К 1914 году мельница перерабатывала в сутки 270 тонн зерна: 225 — сортового помола, 25 — интендантского (для нужд армии), да плюс к этому 20 тонн зерна на крупу. После революции мельница была национализирована и преобразована в мукомольный завод. В 1930 году территория сада перешла в ведение Горсовета, после чего здесь организован спорткомплекс «Динамо», а на остальной части территории построены дома.

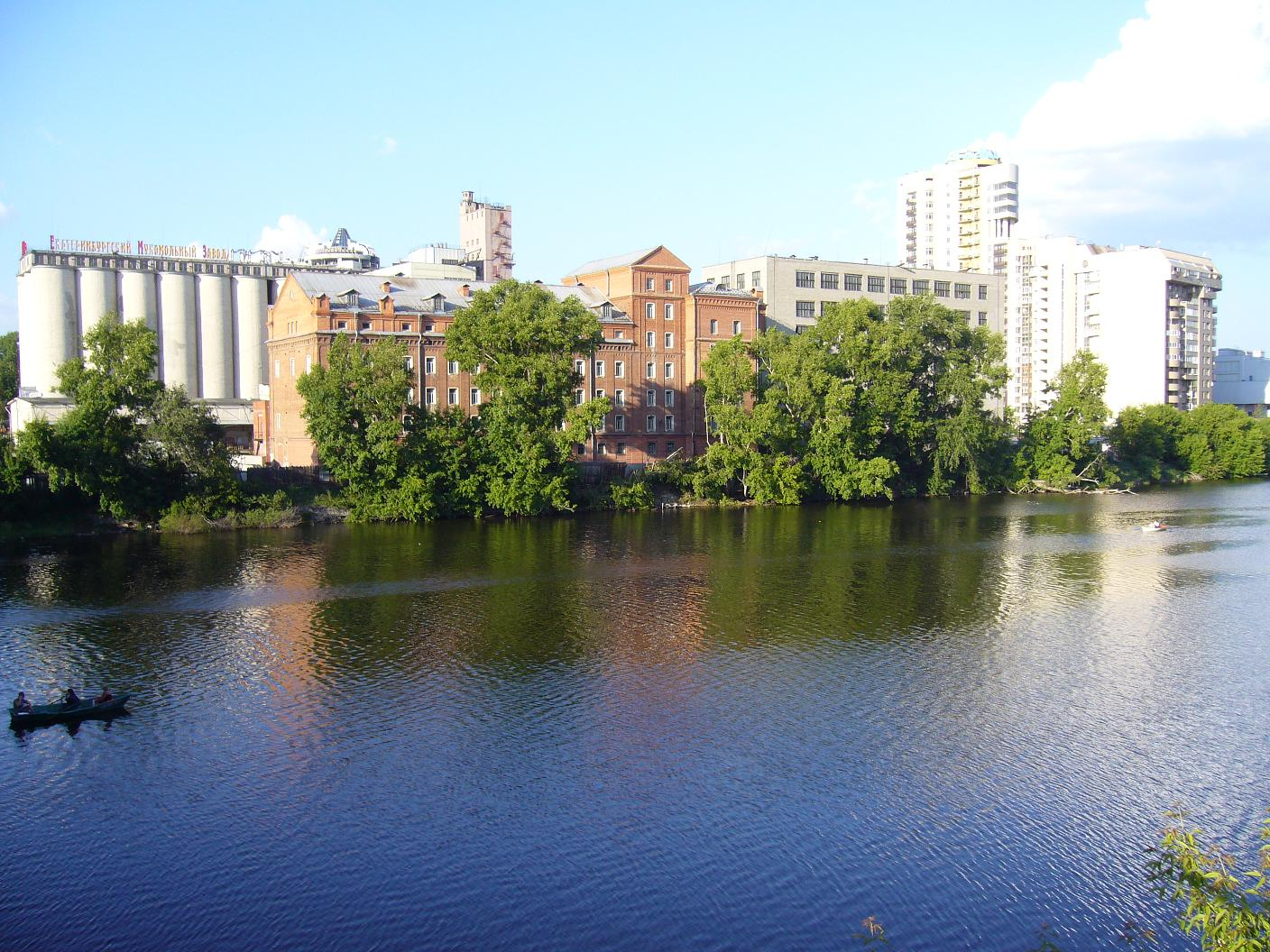
Элеватор советского времени

В 1936 году здесь построили элеватор, а в 1960-х годах рядом возвели новый мукомольный завод, на некоторое время остановив старую Макаровскую мельницу. Но в конце 1980-х в старинном здании после реконструкции снова открылось производство.
Мельница состояла из:
- четырёхэтажного каменного здания мельницы (надстроено в советские годы);
- котельного отделения с кирпичной трубой (утрачено);
- складов готовой продукции (утрачены);
- здания силового отделения;
- здания лаборатории.

Мельница признана памятником архитектуры областного значения на основании решения № 75 исполнительного комитета Свердловского областного Совета депутатов трудящихся от 18 февраля 1991 года.

## Екатеринбургский мукомольный завод
Екатеринбургский мукомольный завод располагался на этой территории до 2013 года, после чего его мощности переехали на другое место. На месте бывшего комбината УГМК-холдингом будет построен многофункциональный жилой комплекс класса «бизнес» и «элит». Два здания на территории завода, которые признаны памятниками архитектуры, будут сохранены: это Симановская мельница и небольшая мастерская в глубине квартала. Здание Симановской мельницы станет жилым многоквартирным домом. На первых двух этажах, объединённых в один, разместят ресторан и библиотеку. При этом все современные внутренние конструкции демонтируют — железобетонный каркас, перекрытия, лестницы, лестничные клетки, перегородки. Также планируют реставрацию фасадов с восстановлением архитектурного облика, ориентированного на 1910-е годы, с сохранением работ, выполненных в 1980—1990-х годах. В июне 2017 года с правой стороны здания снесли советский пристрой, так как исторической ценности он не имел.

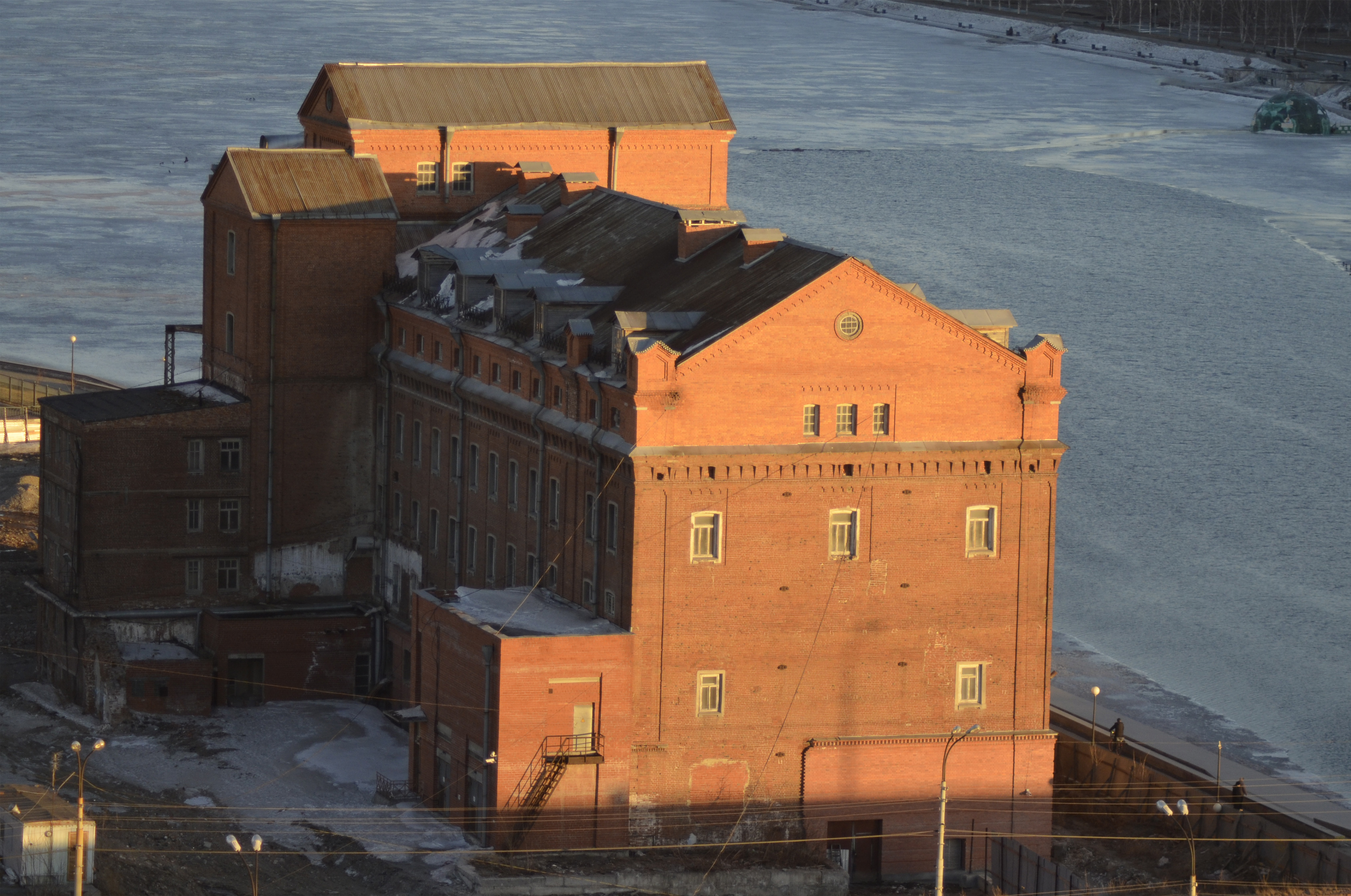
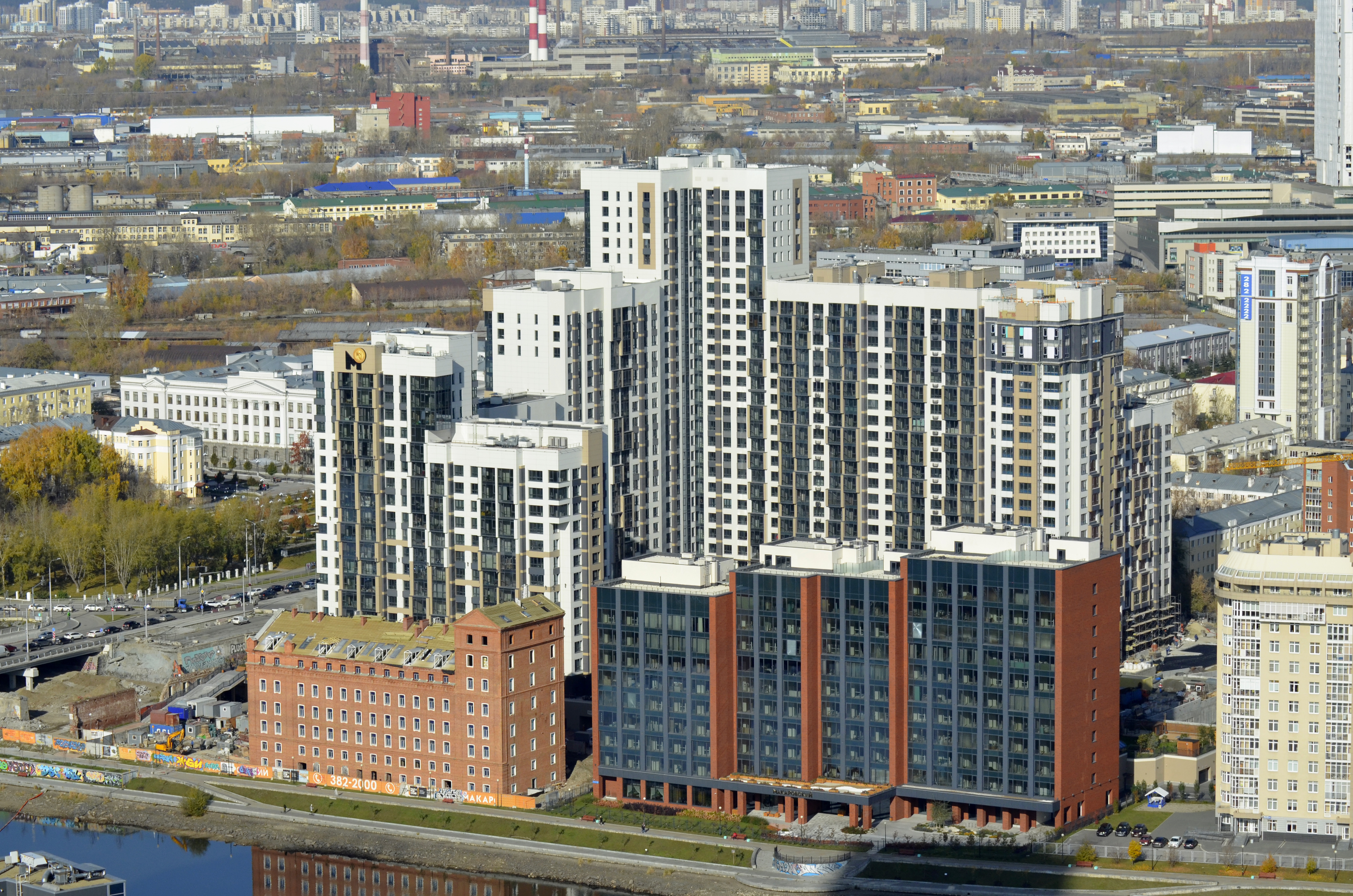
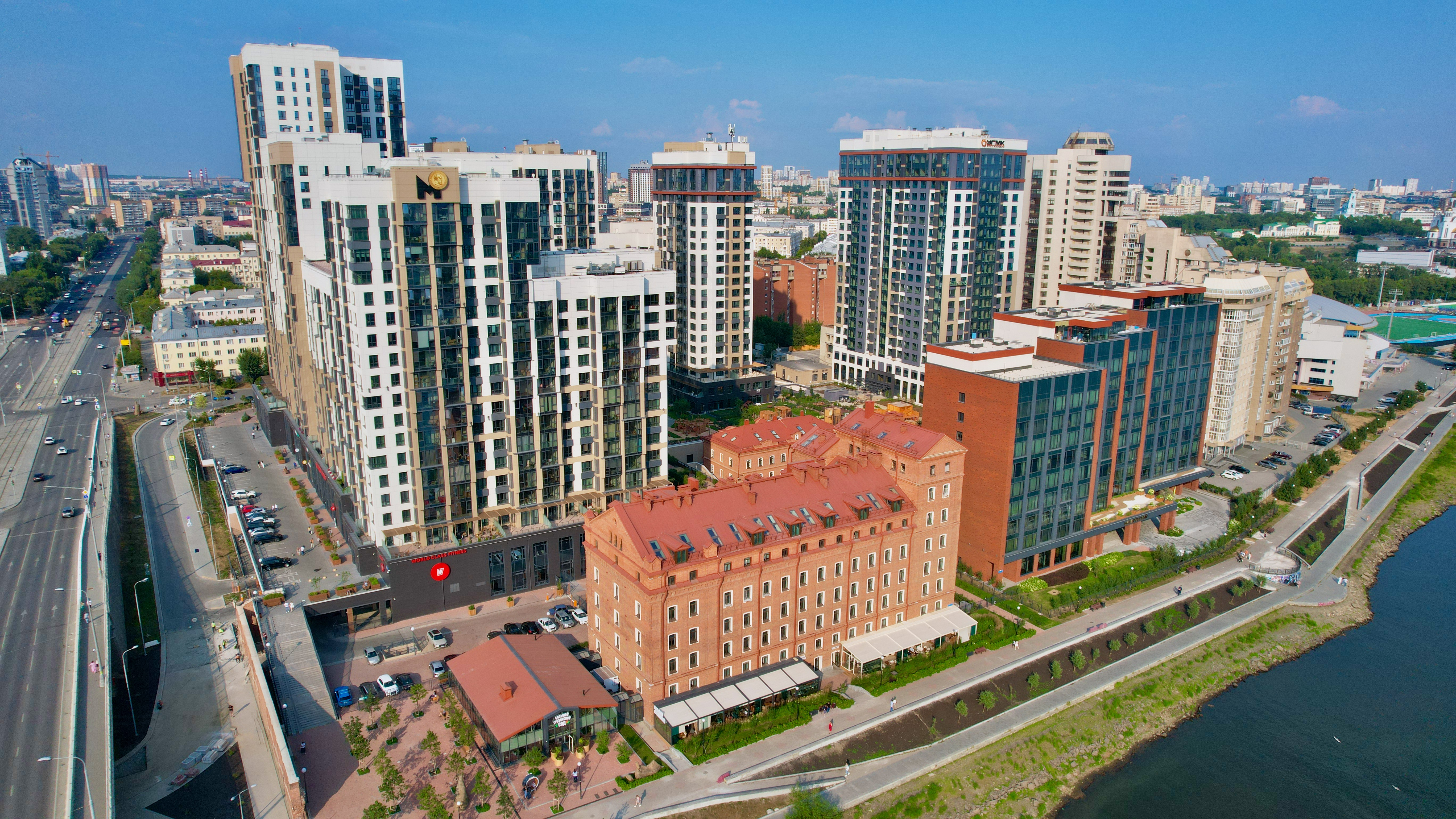
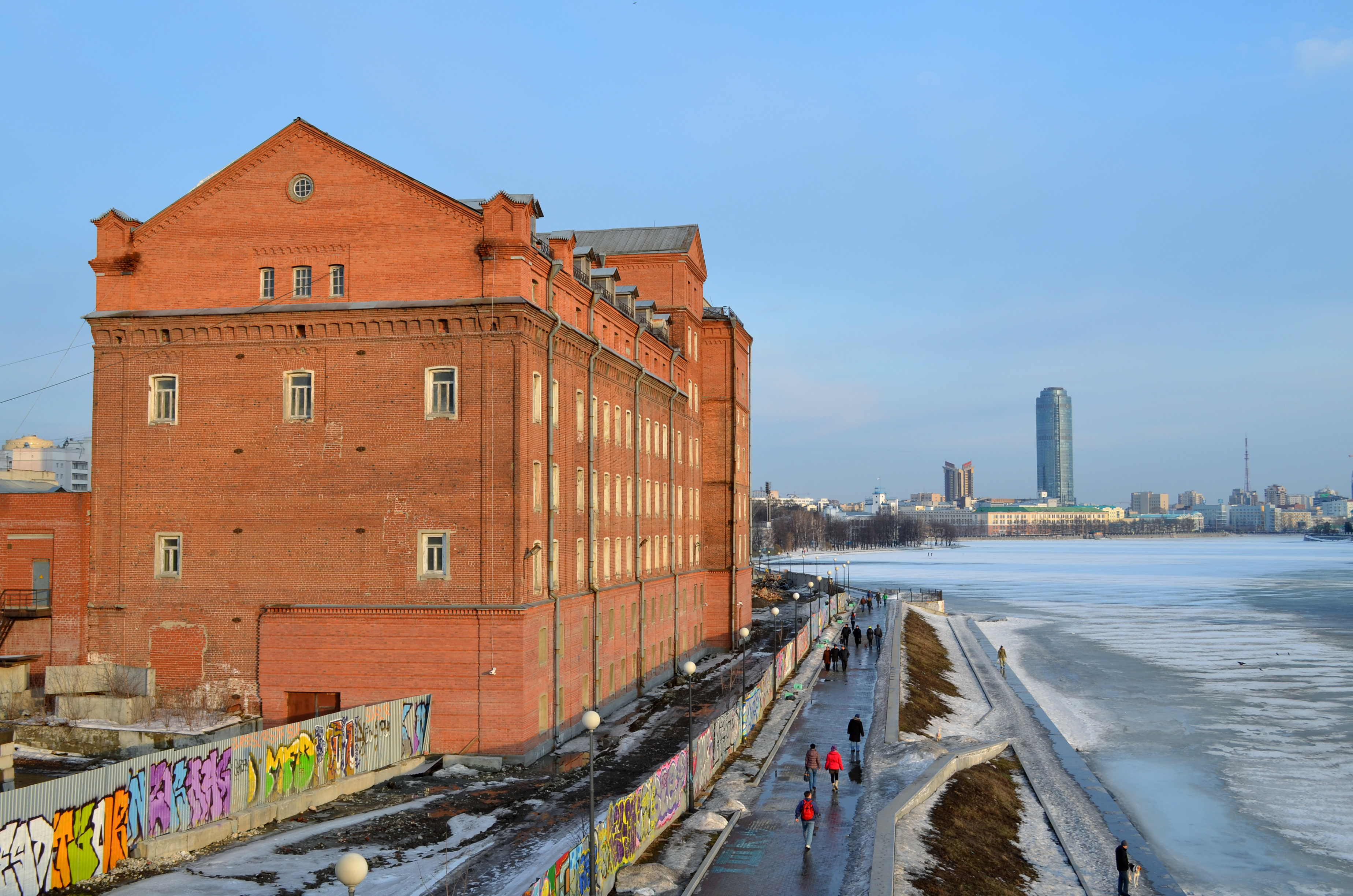
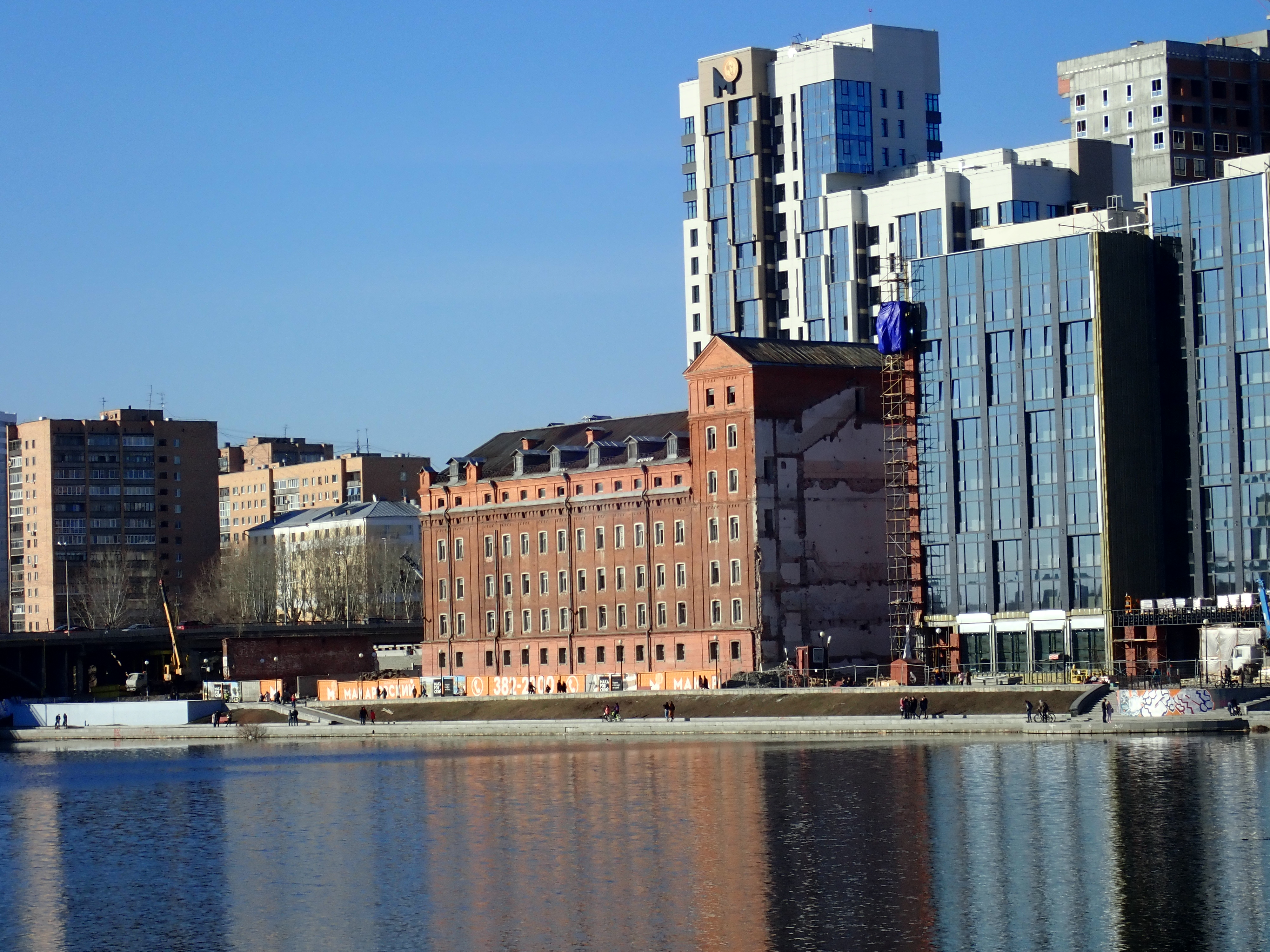
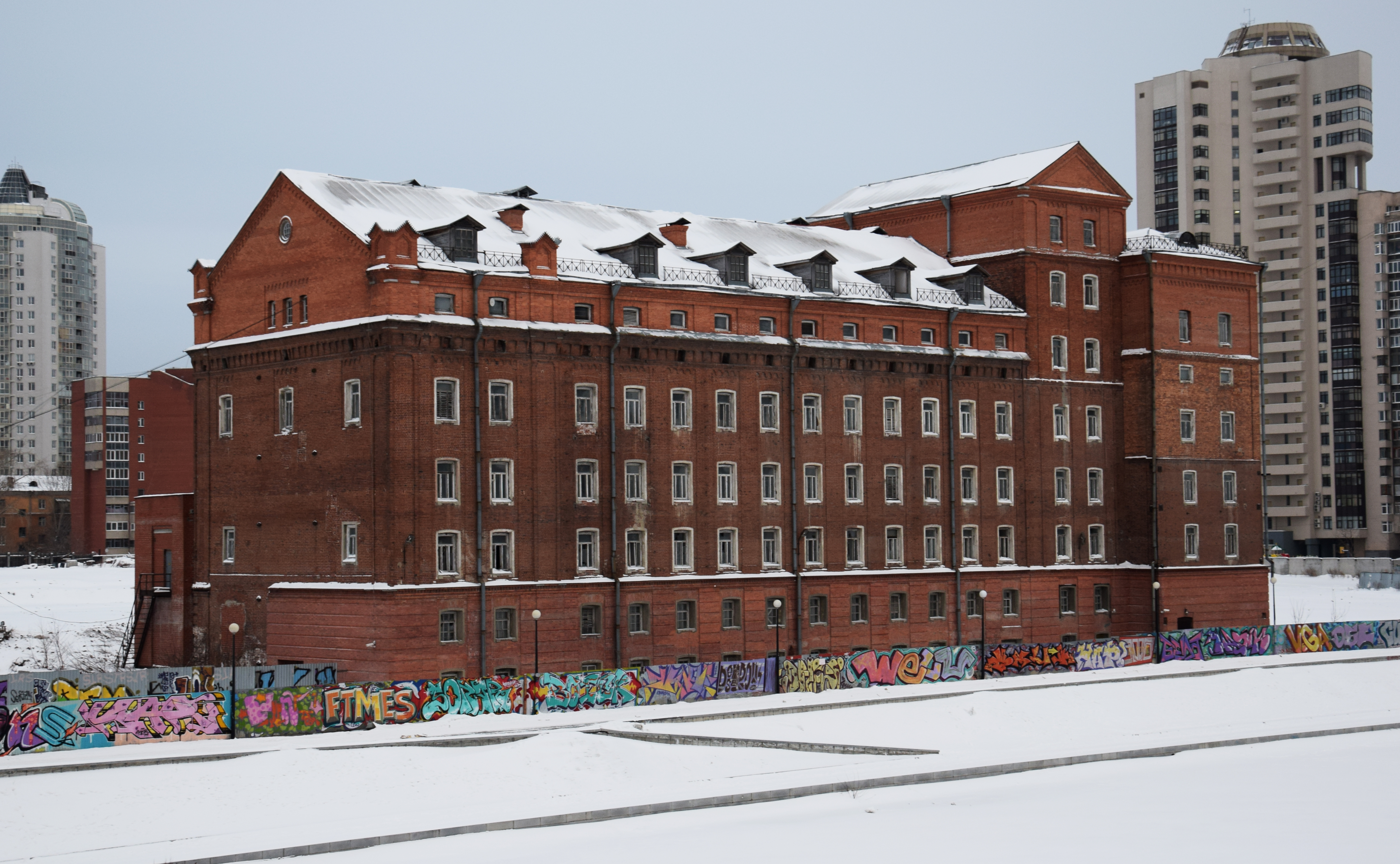
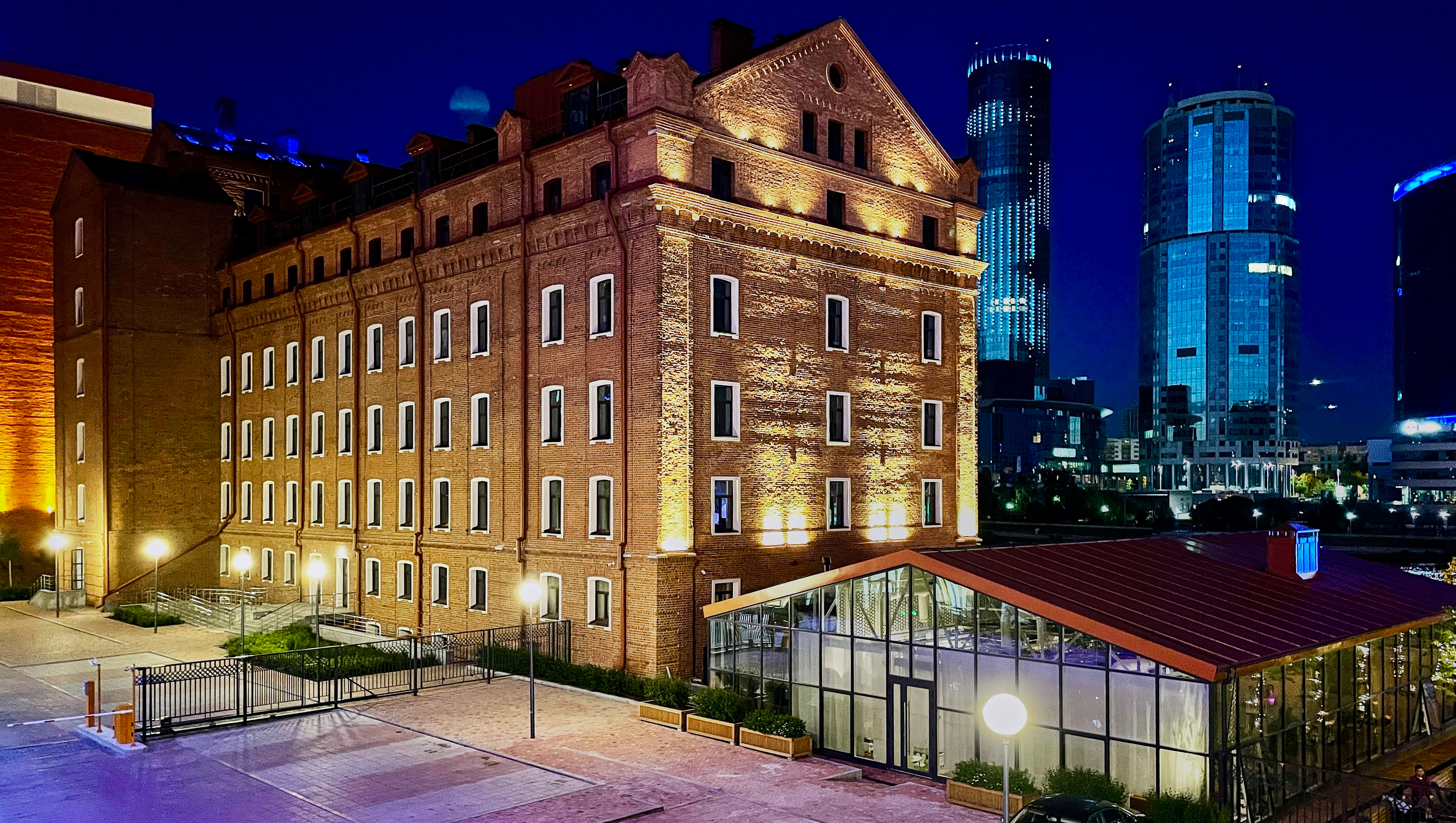